# Bartolomé Pérez Casas
Bartolomé Pérez Casas (* 24. Januar 1873 in Lorca; † 15. Januar 1956 in Madrid) war ein spanischer Komponist, Dirigent und Musikpädagoge.

## Leben
Pérez erhielt seine erste musikalische Ausbildung von seinem Großvater Juan Casas, der Direktor des städtischen Orchesters von Lorca war. Ein Onkel schickte ihn zum Studium an das Konservatorium von Madrid, er ging jedoch bald nach Cartagena, um Mitglied der Banda de Infantería de Marina zu werden.
Nachdem er 1893 dennoch seine Ausbildung am Madrider Konservatorium abgeschlossen hatte, wurde er 1895 Mitglied der Banda del Regimiento de Infantería de España und 1897 Leiter der Banda del Real Cuerpo de Alabarderos de Madrid. 1911 gab er diese Stelle auf und wurde Professor für Harmonielehre am Konservatorium von Madrid.
Mit einer Gruppe von Musikpädagogen gründete er 1915 das Orquesta Filarmónica de Madrid mit dem Ziel, sinfonische Musik bekannt zu machen und junge Komponisten und Interpreten zu fördern. 1918 führte er mit dem Orchester Arnold Schönbergs Verklärte Nacht in Madrid und Lissabon auf. Das Orchester hatte großen Erfolg in Spanien, und anlässlich eines Besuches in Lorca ernannte ihn seine Heimatstadt zum Lorquino ilustre. 1924 wurde er Mitglied der Real Academia de Bellas Artes de San Fernando.
Nach dem Ende des Spanischen Bürgerkrieges wurde Perez Leiter des Spanischen Nationalorchesters. Ab 1949 war er Generalkommissar für Musik beim spanischen Bildungsministerium. Bekannt wurde seine Bearbeitung der Spanischen Nationalhymne. In Anerkennung seiner Verdienste wurde er mit dem Orden Alfons X. des Weisen ausgezeichnet.